# Хмельницький академічний муніципальний камерний хор
Хмельницький академічний муніципальний камерний хор був створений у квітні 1998 року в місті Хмельницькому за ініціативою заслуженого артиста України Олександра Полянського, народного артиста України, професора Віталія Газінського та при сприянні колишнього міського голови Михайла Чекмана. До його складу увійшли викладачі, випускники та студенти вищих музичних навчальних закладів.
Перший виступ колективу відбувся в серпні 1998 року під орудою народного артиста України, професора В. І. Газінського. І хоча колектив виконав усього декілька творів (українська народна пісня в обробці С. Мартона «Косив косар сіно», муз. В. Снєткова, сл. Б. Ільїна «Чугунка», українська народна пісня в обробці М. Леонтовича «Піють півні»), кожен з них запав глибоко до сердець слухачів, справивши на всіх присутніх неабияке враження. Широкі кола музикознавців відзначили велику майстерність колективу, його творчі можливості та перспективи подальшого зростання.
Сьогодні незмінним художнім керівником та головним диригентом хорового колективу є талановитий музикант і педагог, енергійний та вольовий диригент, випускник Львівського вищого державного музичного інституту ім. М. Лисенка, заслужений діяч мистецтв України — Ігор Цмур.
У 2012 році колектив хору отримав статус академічного згідно з наказом Міністерства культури України № 1499 від 13.12.2012 року «Про надання статусу академічного творчому колективу Хмельницького муніципального камерного хору».
У 2009 році колектив став ініціатором та організатором створення Відкритого фестивалю хорової музики «Співоча асамблея» у м. Хмельницькому. Це неабиякий внесок у хорове життя міста та України та можливість реально збагатити хорове мистецтво як в місті, області і Україні так і далеко за їх межами новими творчими ідеями, а серця хмельничан та гостей міста наповнити духовністю та показати кращі зразки справжнього мистецтва.

## Репертуар
Творча скарбниця муніципального камерного хору налічує більше, ніж 450 творів — кращих зразків хорової творчості: обробки народних пісень, духовні твори, зарубіжна музика, сучасні джазові композиції, твори з шумовими ефектами, танцювальними постановками тощо.
Для професійного зростання колективу його репертуар постійно збагачується творами від епохи українського середньовіччя до найсучасніших хорових композицій:
- давньоукраїнські церковні монодії невідомих авторів XII—XVI ст. («Kyrie eleison», «Блажен муж» та ін.);
- хорові концерти М. Березовського, Д. Бортнянського, О. Архангельського, А. Веделя, М. Вербицького, М. Лисенка, В. Зубицького та ін.;
- українська духовна пісенна спадщина С. Пекалицького, М. Дилецького, М. Березовського, Д. Бортнянського, О. Архангельського, М. Леонтовича, М. Лисенка, К. Стеценка, Г. Давидовського, Л. Дичко та ін.;
- обробки українських народних пісень (М. Леонтович, С. Людкевич, К. Стеценко, О. Кошиць, В. Барвінський, М. Колеса, В. Заремба, Є. Козак, І. Алексійчук та ін.);
- твори К. Стеценка, Б. Лятошинського, Г. Гладкого, Г. Гембери, М. Балеми та ін. на слова Т. Г. Шевченка;
- твори класичної та сучасної української музики (Д. Бортнянський, М. Лисенко, А. Ведель, Л. Дичко, Є. Станкович, Б. Лятошинський, А. Яківчук, В. Зубицький, М. Скорик та ін.);
- зарубіжна духовна пісенна спадщина Ф. Анеріо, А. Лотті, Й. Баха, О. Лассо, А. Вівальді, В. Моцарта, Й. Брамса, С. Рахманінова, П. Чеснокова, А. Шнітке, А. Пярта, Р. Твардовського, Ю. Свідера та ін.;
- зарубіжна музика XX століття (М. Хоган, Х. Бусто, Ф. Пуленк, В. Кікта, Ф. Гуерреро, Х. Домінгес, Д. Ласкано та ін.);
- твори з шумовими ефектами та з використанням перкусії (М. Балема, В. Зубицький, А. Секко, Л. Попялкевич, І. Алексійчук, М. Хоган, І. Цмур та ін.);
- твори із соло скрипки, ная, дудука, сопілки, гобоя тощо;
- твори із бітбоксом в аранжуванні для хору В.Свінгла, С.Ярецького, В.Іванова та ін.

Значною віхою на шляху зростання виконавської майстерності колективу стало виконання таких творів:
- «Реквієм» (KV 626) Вольфганга Амадея Моцарта;
- «Німецький реквієм» Йоганеса Брамса;
- симфонія-кантата Віктора Камінського на вірші Ігоря Калинця «Україна. Хресна дорога»;
- ораторія «Іду. Накликую. Взиваю…» Віктора Камінського, написану на тексти проповідей Митрополита А. Шептицького в поетичному опрацюванні Ірини Калинець;
- опера Джакомо Пуччіні «Тоска»;
- опера Костянтина Данькевича «Назар Стодоля»;
- кантата Карла Орфа «Карміна Бурана»;
- «Ода к радості» — фінал «Епічної» («Хоральної») симфонії № 9 Ре мінор, оp. 125 Людвіга ван Бетховена;
- меса «Глорія» A-dur Джакомо Пучіні;
- кантата «Глорія» Антоніо Вівальді та ін.

## Дискографія
За роки існування колектив записав та випустив 2 альбоми. До першого альбому під назвою «Шедеври слов'янської духовної музики» увійшли кращі духовні твори українських та російських композиторів: М. Березовського, Д. Бортнянського, О. Львова, М. Вербицького, М. Лисенка, К. Стеценка, О. Архангельського, С. Рахманінова, Г. Давидовського, А. Шнітке, В. Булюкіна, а у другий — «Нова радість стала» — українські колядки, щедрівки та новорічні пісні в обробці українських композиторів: С. Людкевича, В. Барвінського, К. Стеценка, М. Леонтовича, М. Скорика, М. Колеси, Н. Нижанківського.

## Концертно-фестивальна діяльність
За роки свого існування колектив брав участь у всеукраїнському конкурсі хорової музики ім. Д.Січинського в м. Івано-Франківську (2000, 2005), міжнародному фестивалі «Інзадафест» (Бельгія, 2000), регіональному фестивалі хорової музики ім. М.Леонтовича в м. Вінниця (2004), I Хмельницькому джазовому фестивалі «Джаз — фест Поділля, 2005», міжнародному хоровому фестивалі «Чехановія Кантанс» (Польща, 2005, 2009), VI всеукраїнському конкурсі хорового мистецтва ім. Лесі Українки в м. Луцьк (2006), VI міжнародному конкурсі-фестивалі камерних хорових колективів «Ялта — Вікторія — 2007», 26-му міжнародному Пасхальному фестивалі музики «Resurexit» в м. Шауляй (Литва, 2008), Єпархіальному конкурсі колядок «Христос рождається — Славімо Його!» (2009), VII міжнародному фестивалі ім. П.Чайковського та Н. фон Мекк у м. Вінниця (2009), відкритому фестивалі хорової музики «Співоча асамблея» у м. Хмельницькому (2009, 2011), XXXII міжнародному травневому хоровому конкурсі професора Георгія Дімітрова (Болгарія, 2010), 11-му міжнародному хоровому конкурсі Марібор 2011 (Словенія), 16-му міжнародному хоровому музичному фестивалі «Nancy voix du monde» (Франція, 2012), 10-му міжнародному фестивалі камерних хорів і вокальних ансамблів у м. Крагуєваць (Сербія, 2013), міжнародному фестивалі, приуроченому Дню Крштіні (Чехія, 2014), 54-му міжнародному хоровому співочому конкурсі «С. А.Seghizzi» (Італія, 2015), 62-му міжнародному конкурсі хабанер та поліфонії у м. Торрев'єха (Іспанія, 2016), XVIII Міжнародному фольклорно — танцювальному та хоровому фестивалі «Neos Marmaras Cup 2017» (Греція).